# Leonid Fiodorow (narciarz)
Leonid Aleksandrowicz Fiodorow (ros. Леонид Александрович Фёдоров,  ur. 25 marca 1928 w Leningradzie, zm. w 1993 w Petersburgu) – radziecki kombinator norweski i skoczek narciarski, olimpijczyk z 1956 i 1960.
Zajął 6. miejsce w kombinacji norweskiej na mistrzostwach świata w 1958 w Lahti.

## Igrzyska olimpijskie

### Kombinacja norweska
| Miejsce | Dzień          | Rok  | Miejscowość       | Konkurencja              | Wynik zwycięzcy | Zwycięzca        |
| ------- | -------------- | ---- | ----------------- | ------------------------ | --------------- | ---------------- |
| 10.     | 29–31 stycznia | 1956 | Cortina d’Ampezzo | Indywidualnie K-80/15 km | 429,600         | Sverre Stenersen |
| 16.     | 21–22 lutego   | 1960 | Squaw Valley      | Indywidualnie K-80/15 km | 427,548         | Georg Thoma      |

### Skoki narciarskie
| Miejsce | Dzień     | Rok  | Miejscowość  | Punkt K | Konkurs  | Skok 1 | Skok 2 | Nota  | Zwycięzca        |
| ------- | --------- | ---- | ------------ | ------- | -------- | ------ | ------ | ----- | ---------------- |
| 27.     | 28 lutego | 1960 | Squaw Valley | K-80    | indywid. | 83 m   | 73 m   | 193,1 | Helmut Recknagel |

## Mistrzostwa świata

### Kombinacja norweska
| Miejsce | Dzień          | Rok  | Miejscowość | Konkurencja              | Wynik zwycięzcy | Zwycięzca      |
| ------- | -------------- | ---- | ----------- | ------------------------ | --------------- | -------------- |
| 6.      | 29–31 stycznia | 1958 | Lahti       | Indywidualnie K-90/15 km | 438,759         | Paavo Korhonen |